# Ludwigschorgast
Ludwigschorgast – gmina targowa w Niemczech, w kraju związkowym Bawaria, w rejencji Górna Frankonia, w regionie Oberfranken-Ost, w powiecie Kulmbach, wchodzi w skład wspólnoty administracyjnej Untersteinach. Leży przy drodze B303, B289 i linii kolejowej Lichtenfels/Stadtsteinach – Neuenmarkt.
Gmina położona jest 8 km na wschód od Kulmbach i 32 km na południowy zachód od Hof.

## Dzielnice
W skład gminy wchodzą cztery dzielnice: 
- Drahtmühle
- Erlenmühle
- Lindenhof
- Ludwigschorgast

## Demografia
| Rok  | Liczba mieszk. |
| ---- | -------------- |
| 1970 | 984            |
| 1987 | 881            |
| 2000 | 1021           |
| 2006 | 986            |

## Oświata
(na 2005)

W gminie znajduje się 25 miejsc przedszkolnych (z 26 dziećmi) oraz szkoła podstawowa (5 nauczycieli, 101 uczniów).